# العلاقات الإماراتية المولدوفية
العلاقات الإماراتية المولدوفية هي العلاقات الثنائية التي تجمع بين الإمارات العربية المتحدة ومولدوفا.

## مقارنة بين البلدين
هذه مقارنة عامة ومرجعية للدولتين:
| وجه المقارنة                                              | الإمارات العربية المتحدة | مولدوفا                           |
| --------------------------------------------------------- | ------------------------ | --------------------------------- |
| المساحة (كم2)                                             | 83.60 ألف                | 33.85 ألف                         |
| عدد السكان (نسمة)                                         | 9.40 مليون               | 2.55 مليون                        |
| الكثافة السكانية (ن./كم²)                                 | 112.44                   | 75.33                             |
| العاصمة                                                   | أبو ظبي                  | كيشيناو                           |
| اللغة الرسمية                                             | اللغة العربية            | اللغة المولدوفية، اللغة الرومانية |
| العملة                                                    | درهم إماراتي             | ليو مولدوفي                       |
| الناتج المحلي الإجمالي (بليون دولار)                      | 382.58 مليار             | 8.13 مليار                        |
| الناتج المحلي الإجمالي (تعادل القوة الشرائية) بليون دولار | 640.72 مليار             | 17.94 مليار                       |
| الناتج المحلي الإجمالي الاسمي للفرد دولار أمريكي          | 40.44 ألف                | 3.65 ألف                          |
| الناتج المحلي الإجمالي للفرد دولار أمريكي                 | 67.67 ألف                | 4.98 ألف                          |
| مؤشر التنمية البشرية                                      | 0.835                    | 0.693                             |
| رمز المكالمات الدولي                                      | +971                     | +373                              |
| رمز الإنترنت                                              | .ae، .امارات             | .md                               |
| المنطقة الزمنية                                           | ت ع م+04:00              | ت ع م+02:00، ت ع م+03:00          |

## منظمات دولية مشتركة
يشترك البلدان في عضوية مجموعة من المنظمات الدولية، منها:
| علم المنظمة | اسم المنظمة                               | تاريخ انضمام الإمارات العربية المتحدة | تاريخ انضمام مولدوفا |
| ----------- | ----------------------------------------- | ------------------------------------- | -------------------- |
|             | مؤسسة التنمية الدولية                     | 23 ديسمبر 1981                        | 14 يونيو 1994        |
|             | يونسكو                                    | 20 أبريل 1972                         | 27 مايو 1992         |
|             | وكالة ضمان الاستثمار متعدد الأطراف        | 20 أكتوبر 1993                        | 9 يونيو 1993         |
|             | الأمم المتحدة                             | 9 ديسمبر 1971                         | 2 مارس 1992          |
|             | الفريق المعني برصد الأرض                  | ?                                     | ?                    |
|             | الاتحاد البريدي العالمي                   | ?                                     | ?                    |
|             | البنك الدولي للإنشاء والتعمير             | 22 سبتمبر 1972                        | 12 أغسطس 1992        |
|             | الاتحاد الدولي للاتصالات                  | 27 يونيو 1972                         | 20 أكتوبر 1992       |
|             | منظمة حظر الأسلحة الكيميائية              | ?                                     | ?                    |
|             | مؤسسة التمويل الدولية                     | 30 سبتمبر 1977                        | 10 مارس 1995         |
|             | المركز الدولي لتسوية المنازعات الاستشارية | 22 يناير 1982                         | 4 يونيو 2011         |
|             | منظمة التجارة العالمية                    | ?                                     | ?                    |
|             | منظمة الشرطة الجنائية الدولية             | ?                                     | ?                    |

## وصلات خارجية
- موقع وزارة الخارجية الإماراتية
- موقع وزارة الخارجية المولدوفية